# Замфирешти (Браила)
Замфирешти (рум. Zamfirești) насеље је у Румунији у округу Браила у општини Галбену. Oпштина се налази на надморској висини од 50 m.

## Становништво
Према подацима из 2002. године у насељу је живело 427 становника, од којих су сви румунске националности.